# Alekséi Chichibabin
Alekséi Yevguénievich Chichibabin (en ruso: Алексей Евгеньевич Чичибабин; Kuzemino, actual Óblast de Poltava, 29 de marzo de 1871 - Paris 15 de agosto de 1945) fue un químico orgánico ruso/soviético. Su nombre, según el idioma de destino, se transcribe también como Alexei Yevgenievich Chichibabin y Alexei Eugenievich Tchitchibabine.

## Vida
Chichibabin nació en Kusemino el 17 de marzo de 1871. Estudió en la Universidad de Moscú desde 1888 a 1892 y recibió su doctorado (PhD) de la Universidad de San Petersburgo. Luego, en 1909 se convirtió en profesor dentro del Colegio de Tecnología de Moscú en 1909 y permaneció allí hasta 1929. En 1931 comenzó a trabajar en el College de France, donde permaneció hasta su muerte en 1945
Chichibabin y su esposa, Vera Vladímirovna Chichibabin, tuvieron una sola hija, que se dedicó a la química.
Chichibabin murió en 1945 y fue enterrado en el Cementerio de Ste. Genevieve de Bois, cerca de París.

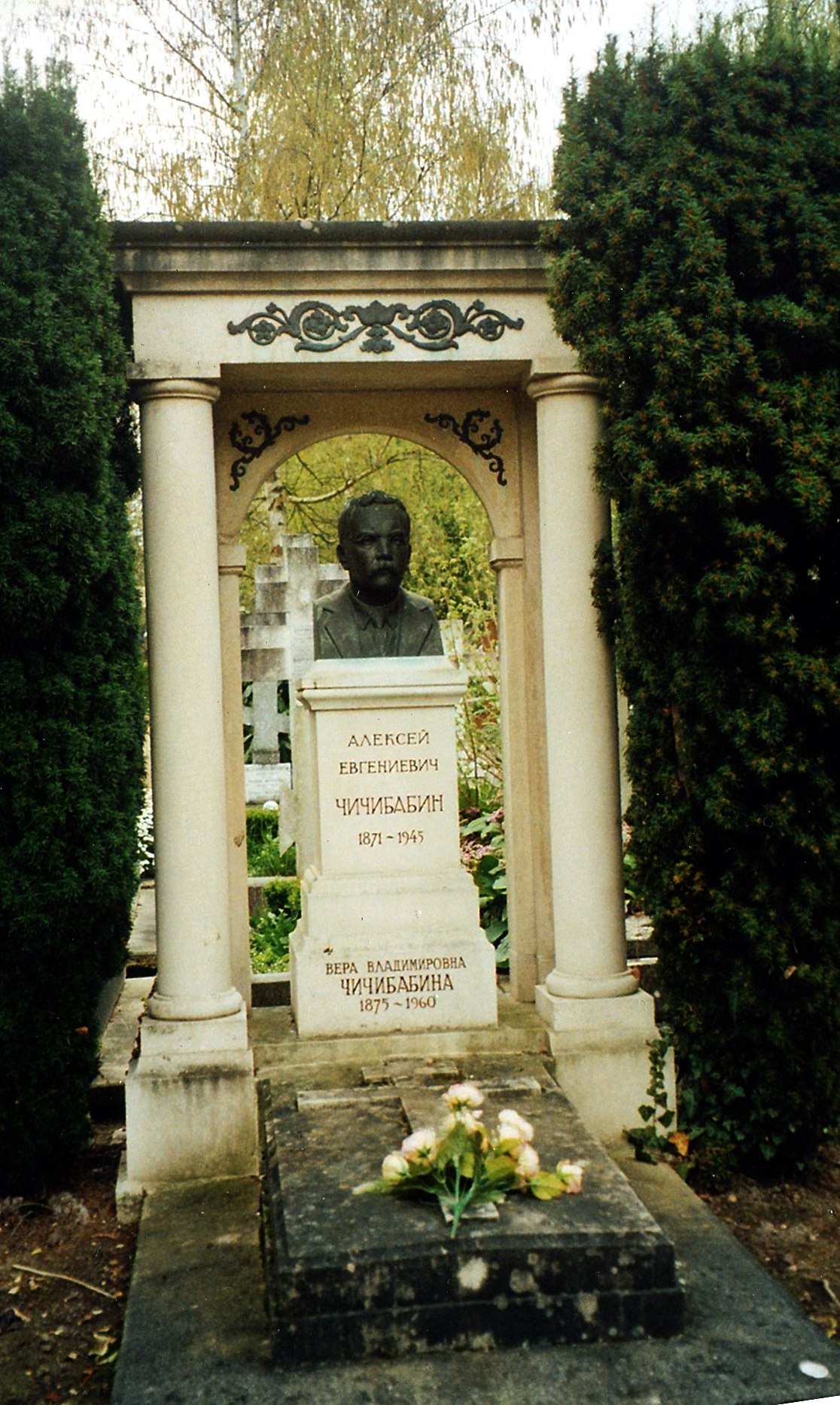
Tumba de Chichibabin

## Obra científica
El nombre de Chichibabin está asociado al desarrollo de muchas reacciones orgánicas importantes. Una de ellas es la Síntesis de piridina de Chichibabin. Otras reacciones son la Síntesis de aldehídos de Bodroux-Chichibabin y la Reacción de Chichibabin.
Además fue el autor de Fundamentos de Química Orgánica, el cual fue publicado en dos volúmenes que se transformaron en uno de los principales libros de texto de química de nivel universitario en la URSS. El libro está dedicado a la hija de Chichibabin, Natacha, que murió a causa de una explosión en una fábrica química.
Chichibabin ganó el premio Lenin en 1926.